# Adric
Adric es un personaje de ficción interpretado por Matthew Waterhouse en la longeva serie británica de ciencia ficción Doctor Who. Era un joven nativo del planeta Alzarius, en el universo paralelo del E-Espacio. Fue acompañante del Cuarto y el Quinto Doctor y regular en la serie entre 1980 y 1982. El nombre Adric es un anagrama derivado del premio Nobel de física Paul Dirac. Waterhouse es el actor masculino más joven en interpretar a un acompañante en la historia de la serie. Adric apareció en 11 historias (40 episodios).

## Historia del personaje
Adric aparece por primera vez en el serial del Cuarto Doctor Full Circle. Intentando escapar de la misteriosa niebla que amenaza a su comunidad, huye y encuentra refugio en la TARDIS, que ha sido atraída al E-Espacio a través de un agujero de gusano. Se queda como polizón cuando el Doctor, Romana y K-9 abandonan Alzarius, y se convierte en acompañante en el siguiente serial, State of Decay, acompañándoles en el resto de sus aventuras en el E-Espacio. Se queda con el Doctor cuando Romana y K-9 se marchan y la TARDIS encuentra el camino de vuelta a nuestro universo.
Con una mente matemática brillante y con una medalla en forma de estrella por excelencia en matemáticas, Adric es muy consciente de su propia inteligencia. Esto, unido a su relativa inmadurez, le lleva a tener una personalidad  abrasiva que a veces llega a la arrogancia. Como resultado, Adric es uno de los acompañantes menos populares e incluso de los más "odiados" entre los fanes del programa. Sin embargo, también es obvio que Adric está buscando desesperadamente la aprobación del Doctor así como de la gente alrededor, y suele mostrarse dolido y resentido y siente que le dejan de lado o no le dejan ayudar. Como Alzariano, Adric es miembro de una especie de gente extremadamente adaptable, teóricamente capaz de evolucionar genéticamente para amoldarse a cualquier entorno, aunque no se sabe si su rama genética es capaz de esto. Se sabe que posee una capacidad de curación sobrehumanamente rápida, aunque no hasta el punto de regenerar miembros amputados.
Adric está presente cuando, durante los eventos de Logopolis, el Cuarto Doctor se cae desde el radiotelescopio del Proyecto Pharos y se regenera en el Quinto Doctor. Sigue viajando con él en la TARDIS junto a las nuevas acompañantes Nyssa y Tegan, pero sus viajes terminan en Earthshock cuando intenta detener un transbordador controlado por los Cybermen para que no choque con el planeta Tierra. Los controles de navegación habían sido bloqueados con códigos lógicos, y Adric está introduciendo la solución del último código cuando un Cyberman moribundo destruye la computadore. Muere en el choque mientras sus compañeros de tripulación observan con horror en la pantalla de la TARDIS. Sus últimas palabras antes de que la explosión le mate son "Ahora nunca sabré si tenía razón". Adric muere también sin saber que el transbordador que intentaba detener estaba destinado a ser el "meteorito" que extinguiría a los dinosaurios. La muerte de Adric afecta a sus compañeros profundamente. En Time-Flight, Tegan intenta convencer al Doctor de que vuelva atrás en el tiempo y le salve, pero este rechaza romper las Leyes del Tiempo, a pesar de lo mucho que le duele.
El Xeraphin intenta usar una ilusión de Adric rogando que si seguían avanzando un paso más le matarían, un esfuerzo de Xeraphin para detener a Nyssa y Tegan de seguir avanzando en esa historia, pero descubren el engaño cuando se dan cuenta de que Adric está llevando su medalla (que el Doctor había destruido para matar a un Cyberman, y siguen adelante provocando otra escena de muerte ilusoria para Adric. También aparecerá en forma de alucinación al final de The Caves of Androzani, y su nombre es la última palabra que pronuncia el Quinto Doctor antes de regenerarse en el Sexto Doctor.